# Kavala (grad)
Kavala (grčki: Καβάλα), je drugi grad po veličini u sjevernoj Grčkoj i najveća morska luka istočne Makedonije. Kavala je glavni grad prefekture Kavala. Grad je smješten u zaljevu Kavala nasuprot otoku Tasos, mjestu Limenas Tasos.

## Povijest

### Za atike
Grad su osnovali kolonisti s obližnjeg otoka Tasos u VI st. pr. Kr. i nazvali gaNeapolis (novi grad). Neapolis je bio luka makedonske prijestolnice Filipi od koje je bio udaljen samo 14 km. Najvjerojatnije da je Neapolis bio i slavni Datum (Δάτον) po svojim rudnicima zlata. 
Neapolis je bio član Drugog Atenskog saveza, to znamo po natpisu sa stupa pronađenog u Ateni u kojem se spominje doprinos Neapolisa savezu.

### Razdoblje rimske vlasti
Neapolis je dobio status rimskog grada  civitas 168. pr. Kr. Iz Neapolisa su krenuli Brut i Kasije u Bitku kod Filipa 42. pr. Kr. u kojoj su poraženi. Apostol Pavle iskrcao se u Kavali na svom prvom putovanju po Europi. 

### Razdoblje bizantske vlasti
Za vladavine bizanta grad se zvao Christoupolis među grčkim stanovnicima a 
Morunec među slavenskim stanovnicima. Morunec je vjerojatno slavenski naziv grada koji znači da je to grad na moru. U VI st. bizantski car Justinijan I. utvrdio je grad da ga zaštiti od sve učestalijih napada barbarskih plemena sa sjevera.
Učestali bugarski napadi u VIII i IX st., ponukali su bizantske vlasti da reorganiziraju obranu cijelog teritorija,  organizirajući značajan garnizon u utvrdi grada Christoupolisa. Tijekom Normanske provale u Makedoniju 1185. god. grad je bio opljačkan i zapaljen.

### Razdoblje otomanske vlasti
Kavala je bila pod vlašću Otomanskog carstva od 1387. pa sve do 1912. 1391. god. sultan Bajazid I. potpuno je razorio grad i kompletno raselio njegovo stanovništvo.
Grad je obnovljen pri kraju XIX stoljeća, tad se prvi put spominje pod imenom Kavala. Sredinom XVI st. veliki vezir sultana Sulejmana I. Veličanstvenog -Ibrahim paša porijeklom iz Kavale, učinio je puno za razvoj i prosperitet grada izgradnjom akvadukta. U to vrijeme su Turci povećali bizantsku utvrdu na brdu  Panagia, tako da su utvrda i vodovod najpoznatiji gradski simboli do danas.
- Muhamed Ali Paša, Albanac iz Kavale, valija Egipta i osnivač istoimene vladarske kuće koja je vladala Egiptom do 1952. rođen je u Kavali 1769. godine.

Njegova rodna kuća danas je memorijalni muzej.

### Kavala u novije doba
Kavalu je oslobodila Grčka mornarica za vrijeme Prvog Balkanskog rata 1913. godine.  Nakon Grčko-turskog rata 1919. – 1922. grad je doživio novi polet dolaskom brojnih izbjeglica iz Male Azije nakon razmjene stanovništva s Turskom. Razvijala se industrija ( naročito prerada duhana) ali i poljoprivreda oko grada.
Kasnih 1950-ih grad se proširao na teren dobiven nasipavanjem mora u području zapadno od luke.

## Zbratimljeni gradovi
- - Nürnberg, Njemačka
- - Bosanska Gradiška, Bosna i Hercegovina
- - Tekirdağ, Turska
- - Nevrokopski, Bugarska

## Rast stanovništva Kavale posljednjih desetljeća
| Godina | Stanovništvo | Promjene         | Stanovništvo Općine | Promjene          | Gustoća |
| ------ | ------------ | ---------------- | ------------------- | ----------------- | ------- |
| 1981.  | 56,705       | -                | -                   | -                 | -       |
| 1991.  | 56,571       | -134 ili -0.24%  | 60,187              | -                 | -       |
| 2001.  | 58,663       | +2,092 ili +3.7% | 63,293              | +3,106 ili +5.16% | 566/km² |

## Vanjske poveznice
- Službena stranica grada (grč.), (engl.)
- Službene stranice Prefekture Kavala  Arhivirana inačica izvorne stranice od 11. listopada 2007. (Wayback Machine)